# Paul Patier
Pour les articles homonymes, voir Patier.
Paul Patier, né Joseph Patier le 3 avril 1895 à Châlus, décédé le 15 novembre 1984 à Pierre-Buffière, est un érudit français, historien amateur, membre de la Société Archéologique et Historique du Limousin. 

## Biographie
Joseph dit Paul Patier, issu d'une famille d'artisan-paysans, a passé son enfance à Châlus, dans le Pays des Feuillardiers, en Haute-Vienne, bercé par les multiples légendes qui circulaient sur la mort de Richard Cœur de Lion et qu'il s'appliquera à éliminer par la suite.
Autodidacte, entré dans le monde du travail à onze ans, employé, puis cadre à la SNCF, Paul Patier n'avait aucune formation universitaire, ni scientifique. Pratiquant fouilles et recherches, accumulant les relevés, il obtient de l'apprentissage par la pratique une certaine maîtrise de compétences en matière de petit patrimoine bâti et d'archéologie. Enterré au cimetière de Châlus, aux pieds de Châlus Chabrol, sa tombe est ornée de la mention " Archéologue Historien du prestigieux passé de Châlus". Il a eu un enfant, Robert Patier, journaliste à Limoges. Il est le grand-père de Stéphane Patier, maire de Pierre-Buffière, Frédéric Patier et de Thierry Patier.

### Travaux
Lié par des attaches familiales à la ville de Châlus, il s'est spécialisé dans la recherche de vestiges archéologiques, de souterrains, de Bonnes Fontaines, et de l'ensemble du petit patrimoine bâti du pays de Haut-Limousin.
Il consacra de multiples écrits sur l'étude des circonstances de la mort de Richard Cœur de Lion dans lesquels il s'attacha à vérifier puis à vulgariser les thèses de l'abbé Abellot sur la mort de Richard cœur de Lion, thèses qui, depuis 1885, n'avaient pas réussi à s'imposer.  
Soucieux d'une certaine rigueur méthodologique, malgré quelques lacunes critiques, Paul Patier fut, par ses travaux à l'origine d'un certain renouveau de l'histoire locale de Châlus et du Haut-Limousin, dont sont issus Gabriel Fontanille, Roger Boudrie, Maurice Robert, Andrée Delage, Jean-Claude Rouffy, et bien d'autres historiens locaux.
Gabriel Fontanille, premier disciple et compagnon de recherches historiques de Paul Patier, fut nommé, président d'honneur de la société Histoire et archéologie du Pays de Châlus lors de sa création, en 1970.

### Activités
Membre de la SAHL, il fut l'auteur de nombreuses communications dans le  Bulletin de la Société archéologique et historique du Limousin.

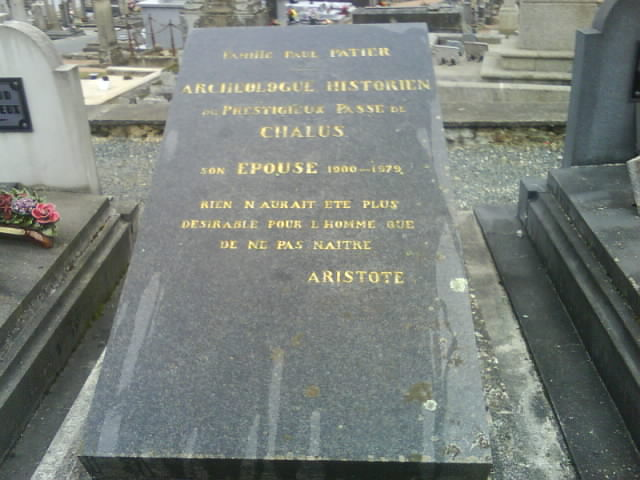
Tombe de Joseph dit Paul Patier

## Citation
Paul Patier avait fait sienne une citation de Camille Jullian, qui figure en exergue d'un de ses ouvrages : « L'Histoire locale est peut-être la seule qui soit une résurrection ».

## Sources et références
1. ↑  Archives départementales de la Haute-Vienne, commune de Châlus, année 1895, acte de naissance no 17, avec mentions marginales de mariage et de décès

Paul Patier, Histoire de Châlus et de sa région, Res Universis, 1993 (ISSN 0993-7129) (NB: cet ouvrage est une réédition de type fac simile de l'édition originale imprimée sur les presses de l'Imprimerie Nouvelle à Limoges en juillet 1968)